# Serie A de 1953–54
O Campeonato Italiano de Futebol de 1953–54, denominada oficialmente de Serie A 1953-1954, foi a 52.ª edição da principal divisão do futebol italiano e a 22.ª edição da Serie A. O campeão foi a Internazionale que conquistou seu 7.º título na história do Campeonato Italiano. O artilheiro foi Gunnar Nordahl, do Milan (23 gols).

## Classificação
| Pos. | Equipes        | Pts | J  | V  | E  | D  | GP | GC | SG  | Classificação ou Rebaixamento             |
| ---- | -------------- | --- | -- | -- | -- | -- | -- | -- | --- | ----------------------------------------- |
| 1    | Internazionale | 51  | 34 | 20 | 11 | 3  | 67 | 32 | 35  | Campeão                                   |
| 2    | Juventus       | 50  | 34 | 20 | 10 | 4  | 58 | 34 | 24  |                                           |
| 3    | Milan          | 44  | 34 | 17 | 10 | 7  | 66 | 39 | 27  |                                           |
| 4    | Fiorentina     | 44  | 34 | 15 | 14 | 5  | 45 | 27 | 18  |                                           |
| 5    | Napoli         | 38  | 34 | 13 | 12 | 9  | 52 | 38 | 14  |                                           |
| 6    | Roma           | 36  | 34 | 12 | 12 | 10 | 53 | 42 | 11  |                                           |
| 7    | Bologna        | 36  | 34 | 14 | 8  | 12 | 50 | 41 | 9   |                                           |
| 8    | Sampdoria      | 34  | 34 | 11 | 12 | 11 | 38 | 40 | −2  |                                           |
| 8    | Torino         | 33  | 34 | 9  | 15 | 10 | 37 | 46 | −9  |                                           |
| 9    | Atalanta       | 31  | 34 | 10 | 11 | 13 | 54 | 53 | 1   |                                           |
| 10   | Lazio          | 29  | 34 | 10 | 9  | 15 | 40 | 42 | −2  |                                           |
| 10   | Genoa          | 28  | 34 | 10 | 8  | 16 | 36 | 50 | −14 |                                           |
| 10   | Triestina      | 28  | 34 | 9  | 10 | 15 | 42 | 64 | −22 |                                           |
| 10   | Novara         | 27  | 34 | 8  | 11 | 15 | 34 | 50 | −16 |                                           |
| 15   | Udinese        | 26  | 34 | 8  | 10 | 16 | 39 | 57 | −18 | Desempate do rebaixamento                 |
| 15   | SPAL           | 26  | 34 | 8  | 10 | 16 | 33 | 53 | −20 | Desempate do rebaixamento                 |
| 17   | Palermo        | 26  | 34 | 9  | 8  | 17 | 37 | 59 | −22 | Serie B após o desempate                  |
| 18   | Legnano        | 25  | 34 | 6  | 13 | 15 | 44 | 58 | −14 | Zona de rebaixamento à Serie B de 1954–55 |

## Desempate do rebaixamento
Jogos em Milão, Florença e Roma
| Equipe 1 | Resultado | Equipe 2 |
| -------- | --------- | -------- |
| SPAL     | 0 – 2     | Udinese  |
| Palermo  | 1 – 1     | Udinese  |
| Palermo  | 1 – 2     | SPAL     |

Palermo rebaixado para a Serie B.

## Premiação
| Serie A de 1953–54                 |
| Lombardia                          |
| ---------------------------------- |
| INTERNAZIONALE Campeã (7.º título) |

## Artilheiros
| Pos. | Jogador                 | Equipe         | Gols |
| ---- | ----------------------- | -------------- | ---- |
| 1    | Gunnar Nordahl          | Milan          | 23   |
| 2    | Hasse Jeppson           | Napoli         | 19   |
| 3    | Eduardo Ricagni         | Juventus       | 17   |
| 4    | Adriano Bassetto        | Atalanta       | 16   |
| 5    | Poul Aage Rasmussen     | Atalanta       | 15   |
| 5    | Jørgen Leschly Sørensen | Milan          | 15   |
| 7    | Giampiero Boniperti     | Juventus       | 14   |
| 8    | Gino Armano             | Internazionale | 13   |
| 8    | Egisto Pandolfini       | Roma           | 13   |
| 8    | Giancarlo Bacci         | Fiorentina     | 13   |
| 11   | Benito Lorenzi          | Internazionale | 12   |
| 12   | Gino Cappello           | Bologna        | 11   |
| 12   | Gino Pivatelli          | Bologna        | 11   |
| 14   | Amedeo Amadei           | Napoli         | 10   |
| 14   | Nerio Manzardo          | Legnano        | 10   |
| 14   | Nils Liedholm           | Milan          | 10   |
| 14   | Guido Gratton           | Fiorentina     | 10   |
| 14   | Horst Buhtz             | Torino         | 10   |
| 14   | Lennart Skoglund        | Internazionale | 10   |